# Råsundastadion
Råsundastadion – nieistniejący stadion piłkarski, który znajdował się w podsztokholmskim mieście Solna, w Szwecji. Oddany został do użytku w 1937 (wybudowano go w miejscu dawnego stadionu Råsunda IP), zamknięty zaś w listopadzie 2012. W tym czasie swoje mecze na tym obiekcie rozgrywał zespół AIK Fotboll. Był to również stadion narodowy reprezentacji Szwecji. Jego pojemność wynosiła 36 308 widzów. W 1992 roku był jedną z aren piłkarskich mistrzostw Europy. Właścicielem obiektu była Szwedzka Federacja Piłkarska.
Reprezentacja kraju i AIK Fotboll przeniosły się na nowo-wybudowany stadion Friends Arena.
Ostatni mecz na stadionie miał miejsce 22 listopada 2012, AIK Fotboll przegrała 1:2 przeciwko SSC Napoli w rozgrywkach Ligi Europy. 25 listopada odbył się dzień otwarty, podczas którego odwiedzający mogli zabrać ze sobą m.in. krzesełka czy części murawy. Rozbiórka stadionu rozpoczęła się w styczniu 2013. Na jego miejscu wznoszone jest osiedle mieszkaniowo-biurowe. Docelowo powstanie tutaj 700 mieszkań i 19 000 m² powierzchni biurowej.